# Rui Veloso (album)
Albums de Rui Veloso
Guardador de Margens
(1983) Mingos & Os Samurais
(1990)
Rui Veloso est le troisième album de Rui Veloso édité en 1986.

## Liste de chansons
| No  | Titre                      | Durée |
| --- | -------------------------- | ----- |
| 1.  | Porto Côvo                 |       |
| 2.  | É Triste Ser-se Crescido   |       |
| 3.  | Cavaleiro Andante          |       |
| 4.  | Directo à Cabeça           |       |
| 5.  | Valsinha das Medalhas      |       |
| 6.  | A Origem do Mal            |       |
| 7.  | O Negro do Rádio de Pilhas |       |
| 8.  | Porto Sentido              |       |
| 9.  | Beirã                      |       |
| 10. | Champanhe                  |       |
| 11. | África                     |       |